# Miles Robbins
Miles Robbins, nome completo Miles Guthrie Tomalin Robbins (New York, 4 maggio 1992), è un attore e musicista statunitense.

## Biografia
Figlio degli attori Tim Robbins e Susan Sarandon, ha una sorellastra, l'attrice Eva Amurri, e un fratello maggiore, il regista Jack Henry Robbins. Ha studiato cinema e produzione musicale all'Università Brown per tre anni, ma ha abbandonato gli studi prima della laurea.
A soli tre anni appare nel film Dead Man Walking - Condannato a morte diretto dal padre. Nel 2018 interpreta William, il figlio di Dana Scully e Fox Mulder, in alcuni episodi della serie televisiva X-Files. Nello stesso anno prende parte alla commedia Giù le mani dalle nostre figlie e all'horror Halloween.
Nel 2019 è protagonista del film Daniel Isn't Real, per cui ottiene il premio come miglior attore al Sitges - Festival internazionale del cinema fantastico della Catalogna.
Nel 2022 interpreta Dylan Lenivy in The Quarry (videogioco).
Robbins è inoltre un disc jockey e produttore musicale sotto il nome di Househusband. Ha una band pop psichedelica chiamata Pow Pow Family Band.

## Filmografia

### Cinema
- Dead Man Walking - Condannato a morte (Dead Man Walking), regia di Tim Robbins (1995)
- Gli ostacoli del cuore (The Greatest), regia di Shana Feste (2009)
- My Friend Dahmer, regia di Marc Meyers (2017)
- Giù le mani dalle nostre figlie (Blockers), regia di Kay Cannon (2018)
- High Resolution, regia di Jason Lester (2018)
- Halloween, regia di David Gordon Green (2018)
- Daniel Isn't Real, regia di Adam Egypt Mortimer (2019)
- Verrà il giorno... (The Day Shall Come), regia di Chris Morris (2019)
- Let it snow: Innamorarsi sotto la neve (Let it Snow), regia di Luke Snellin (2019)
- Y2K, regia di Kyle Mooney (2024)
- Old dads, Regia di Bill Burr (2023)

### Televisione
- Possible Side Effects – film TV, regia di Tim Robbins (2009)
- Webseries – webserie, 4 episodi (2016-2017)
- The Get Down – serie TV, 1 episodio (2017)
- Mozart in the Jungle – serie TV, 4 episodi (2016-2018)
- X-Files – serie TV, 3 episodi (2018)
- Miracle Workers – serie TV, 1 episodio (2020)

### Videogiochi
- The Quarry (2022)

## Doppiatori italiani
Nelle versioni in italiano dei suoi film, Miles Robbins è stato doppiato da:
- Alberto Franco in My Friend Dahmer
- Alessandro Campaiola in Halloween
- Federico Campaiola in Giú le mani dalle nostre figlie

## Riconoscimenti
- 2019 – Sitges - Festival internazionale del cinema fantastico della Catalogna
  - Miglior attore per Daniel Isn't Real[2]